# الشوكة (الحيمة الخارجية)

تعديل مصدري - تعديل

الشوكة هي إحدى قرى عزلة السدس بمديرية الحيمة الخارجية التابعة لمحافظة صنعاء، بلغ تعداد سكانها 70 نسمة حسب تعداد اليمن لعام 2004.